# 2022年《3·15在行动》
2022年《3·15在行动》，惯称2022年3·15晚会，是中華人民共和國中央广播电视总台於2022年国际消费者权益日举行的大型晚会。
这次节目主要披露了如下问题：

## 女主播系男性假扮
聚享互娱、亿泰传媒、华亿播商贸易公司等公司通过“美女”、“小姐姐”的微信号、抖音号等视频平台与社交账号与粉丝互动，陪男性粉丝聊天，实际是由男性假扮成女性来运营，诱骗粉丝刷礼物、打赏，甚至伪造诸如“老公我爱你”的语音消息转发给男主播。
曝光后，聚享互娱主播“伍伍”的抖音账号已被查封；Boss直聘下架了聚享互娱的招聘广告。警方对涉案人员实施抓捕，并表示将严厉打击此类违法事件。

## 玉器直播间主播身份伪造
|                              | ……别人相信你的时候，你卖什么货都能卖出去。 |
| ——永德祥玉器直播间主播“沙沙” |                                            |

四会市永德祥玉器店虚假宣传，宣称直播间在缅甸实则在昆明，自导自演中缅跨境交易。其公司“四会市永德祥玉器店”从业人员仅2人。

## 操纵搜索结果
深圳英迈思信息技术有限公司、四川刻羽云信息技术有限公司、上海牛推信息科技有限公司等多家公司涉及口碑造假的问题。其利用网络水军制造大量评论掩盖企业负面信息，以及篡改标题等手段来左右搜索结果。

## “免费Wi-Fi”的陷阱
在应用商店，只要搜索“免费WiFi”，就会有琳琅满目的可以免费使用WiFi的相关软件。它们大多打着“一键畅连”“成功率高”的口号，但是其成功率却极低，尝试许多热点依然没有成功。软件内部隐藏了大量的广告，稍不注意就会将其他软件安装在手机上。这些广告隐藏手法极为高明，常在“确认”“连接”“打开”字样的按钮上出现。软件也会违规收集用户个人信息，了解用户的活动轨迹、职业等等。在安装并使用一段时间后，会违规自启动，出现大量恼人的弹窗广告。

## 可操纵中奖率的抽奖游戏
在一些小学校门口的文具店、食杂店，经常会有一种成版商品，五花八门。学生们聚集在周围，争先恐后地向老板付钱，要参与这种抽奖游戏。奖品有现金、玩具等。这种商品外包装会标注类似“最高200元”“100%中奖”，吸引诱骗消费者购买。其中奖率也是极低。

## 用脚踩出来的老坛酸菜
|                        | 记者看到，工人们有的穿着拖鞋，有的光着脚，踩在酸菜上，就连称量酸菜的磅秤也是直接放到酸菜上。 |
| ——2022《3·15晚会》旁白 |                                                                                              |

湖南插旗菜业有限公司为多家方便面企业提供老坛酸菜包。此公司确有符合卫生标准的发酵池，工人也穿着专业服装在池中工作。但是负责人却说这些是出口产品。而真正供应国内的产品，却是卫生严重不合格的土坑酸菜。在田间地头，把菜倒进土坑里进行发酵，制作完成后工人踩在酸菜上进行装袋，还有人在酸菜上吸烟。
事件發生後，康师傅公司宣布封存涉事酸菜包，终止一切合作。后又表示将启动相关产品的下架回收，断绝一切合作。白象集团在其官方微博声明从未与插旗菜业合作。统一企业声明湖南插旗菜业不是统一企业的供应商，与之无关。统一企业勒令插旗菜业马上撤下官网不实信息。五谷渔粉约谈插旗菜業负责人，下架停用涉事酸菜。后插旗菜业表示，其提供给五谷渔粉的酸菜均来自于室内标准池，采用标准化作业。但五谷渔粉仍坚持下架并封存，取消其供应商资格。斯美特食品宣布封存相关产品，终止一切合作。
各大商超、各大在线购物网站紛紛响应厂家的通知，为保障消费者权益，积极下架涉事产品。
众多视频博主則将此事件视为新素材，与原有素材剪辑，制作出各种鬼畜视频。

## 木薯粉条
禹州是中国著名粉条产地之一。但是有不法商家使用更廉价的木薯来代替红薯制作淀粉，进而制作粉条，生产出所谓的“红薯粉条”“山药粉条”。涉事的企业已停业整顿，并将严肃追责。

## “高速下载”捆绑的软件
“高速下载器”即P2P下载器。P2P下载器在中国下载站的历史比较久远。因其捆绑软件、拖慢直至拖垮计算机的特性，使得诸多计算机用户对其恨之入骨。
马鞍山百助网络科技有限公司通过在下载器中隐藏下载的复选框，在用户安装其所需软件时，静默安装其他软件，在桌面留下指向网站的快捷方式以及弹窗广告。而与其合作的软件整理下载平台会在正常下载按钮上方设置绿色的、极为醒目的按钮，提示“高速下载”，而所谓的“高速下载”只是一个噱头。相关企业与其合作后，会按件支付其报酬。
事件曝光後，中关村在线宣布停止与之合作，整改下载频道。
马鞍山百助网络科技則表示將下架“下载器”产品；加强业务整改，做到合规合法。

## 不经意的举动，接到的骚扰电话
浏览网页，泄露了个人信息，就会被“精准推送”，即骚扰电话。一些公司运用机器人使用人声拨打主要以推销产品为主题的骚扰电话。工信部已对涉事企业取证调查。

## 儿童智能手表乱象
部分手表的操作系统是无任何权限管理要求的安卓4.4.4，街边的类似于“扫码抽奖”和一些软件会索取一些不必要的权限来窃取隐私，可以获取相册、实时定位与实时摄像头画面。而智能手表自身同样有一些问题，如其公众号推送两性话题文章等。
工信部已宣布停售相关产品。

## 提速的电动车
多个品牌电动自行车违规提速，甚至生产厂家“主动”提供解除限速的解码器，对行车安全造成威胁。电动车设计时还会虚标速度。

## 不合格的电线
广佛机电五金城出售的电线有一部分是非标电缆。它们的源头集中在广东省揭阳市棉湖镇。这里集中了很多小型的电线电缆生产厂家。这些电线远低于国家标准。

## 不合法的医美速成班

### 起因
90后的小雪（化）因医疗美容事故导致左眼失明与大面积脑梗。

### 曝光
中国网络上有很多医疗美容培训机构，都在宣称一对一辅导，手把手教学，零基础包教包会，毕业颁发证书。所教授的内容和手法极不专业，完全是商业性质的。学生课余讨论的问题是“如何能借此赚更多的钱”而非课上所讲的知识。
培训机构“圣嘉丽禾微整形技术培训学校”自称“隶属于香港圣嘉丽禾微整形教育学院，成立于2009年，成功办学3千多期，培育学员2万多名，收获学员好评无数”，但是其培训老师没有任何医师执业信息，学校也没有任何备案信息。